# 白川町

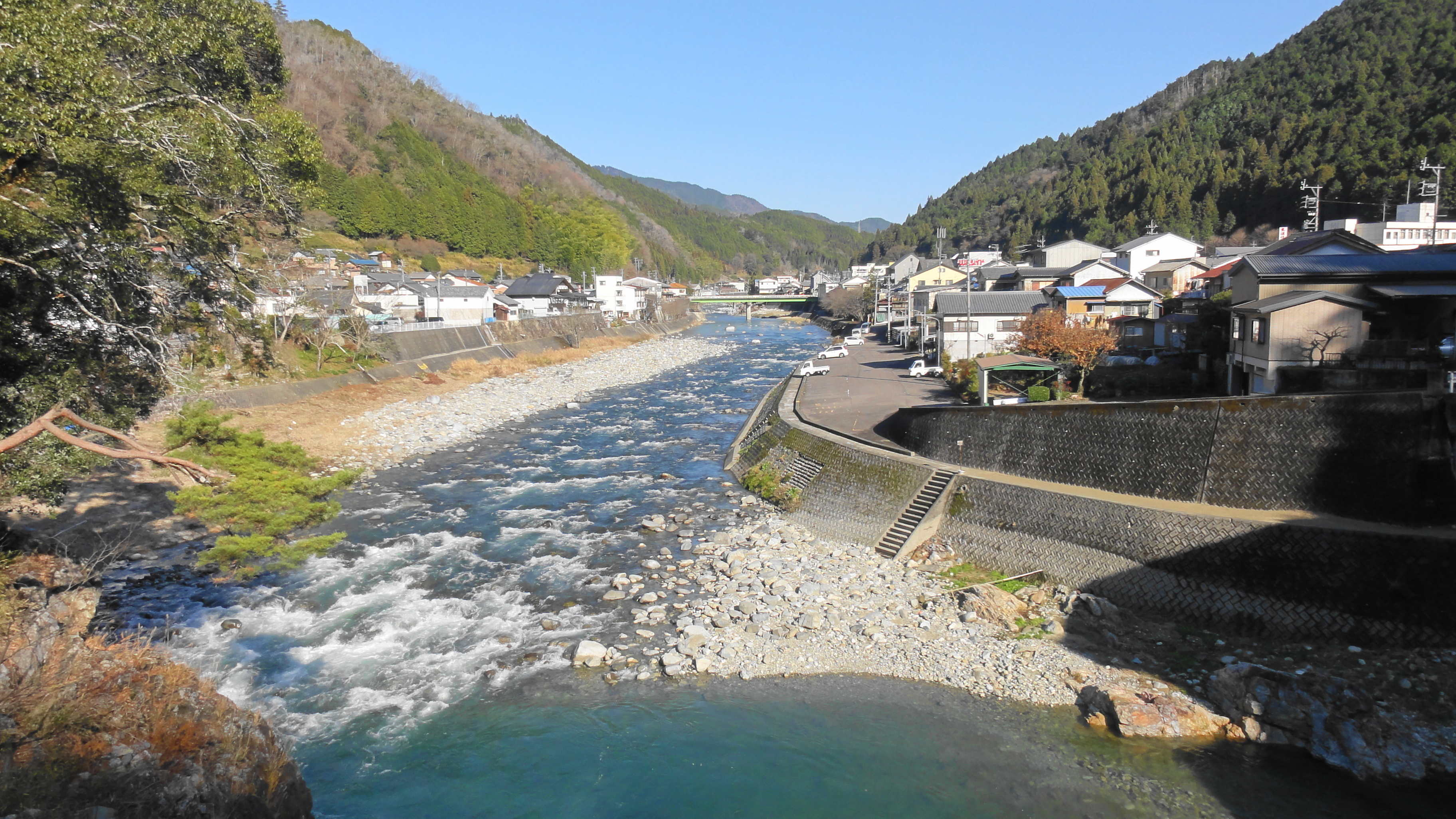
白川と白川町中心部

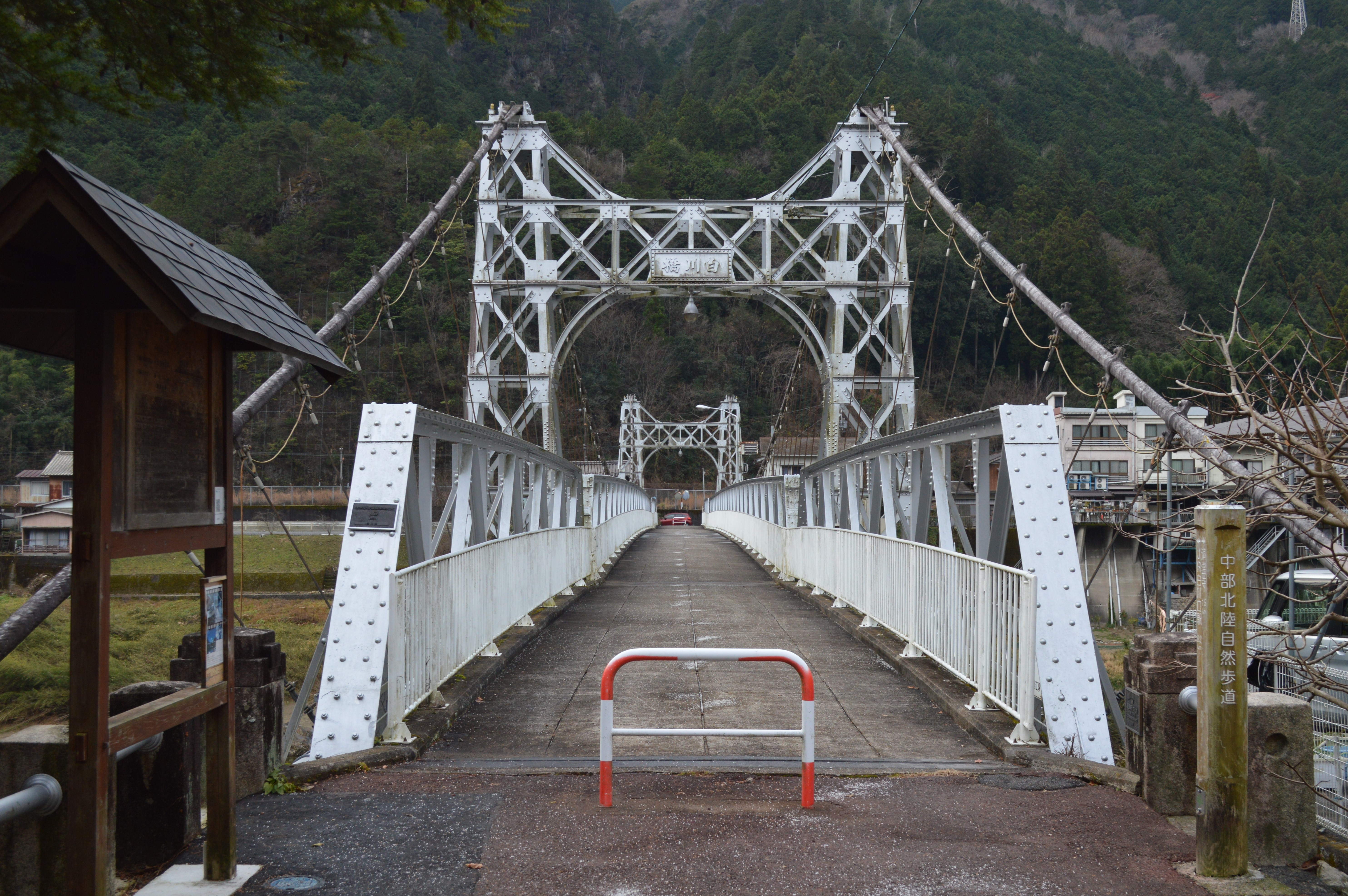
飛騨川にかかる白川橋

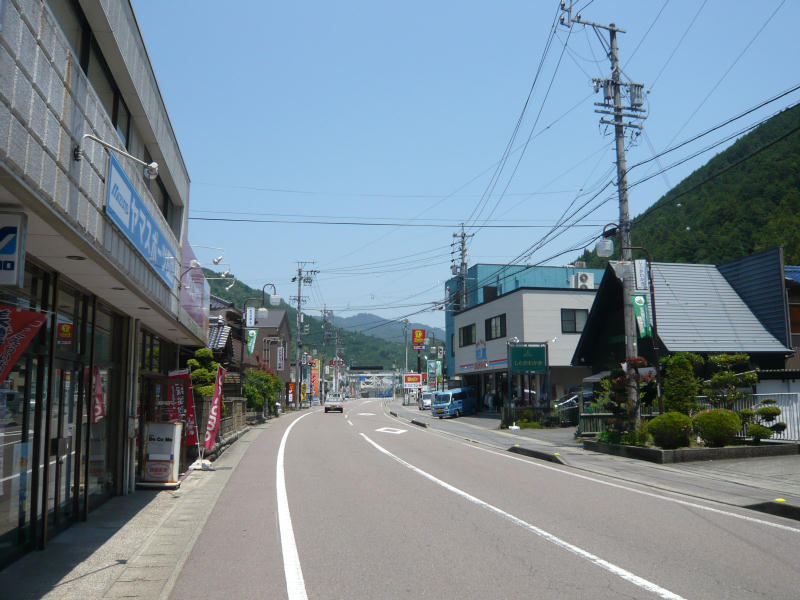
白川町中心部の岐阜県道62号沿い

白川町（しらかわちょう）は、岐阜県加茂郡にある町。東濃ひのき、白川茶、麦飯石を産する。

## 地理
白川町は岐阜県南部に位置し、すぐ北には美濃国と飛騨国の境がある。中津川市との境には二ツ森山（標高1,223メートル）が、東白川村および中津川市との間には尾城山（標高1,133メートル）がそびえ立つ。この地は山間部に当たるため、気候は内陸性のもので、年間平均気温がおよそ12℃、年間降水量が2,250mmほどとなっている。町域の9割を山林が占め、標高の高低差は激しく、居住に適する地は川沿いのごくわずかである。町の西部に北から流れる飛騨川があり、東から流れる佐見川、白川、黒川、赤川などを合流して南西へと流れる。市街地は飛騨川と白川の合流付近の白川沿いの狭隘地に立地する。
- 山:白山、無反山、見行山、高天良山、尾城山、二ッ森山、寒陽気山

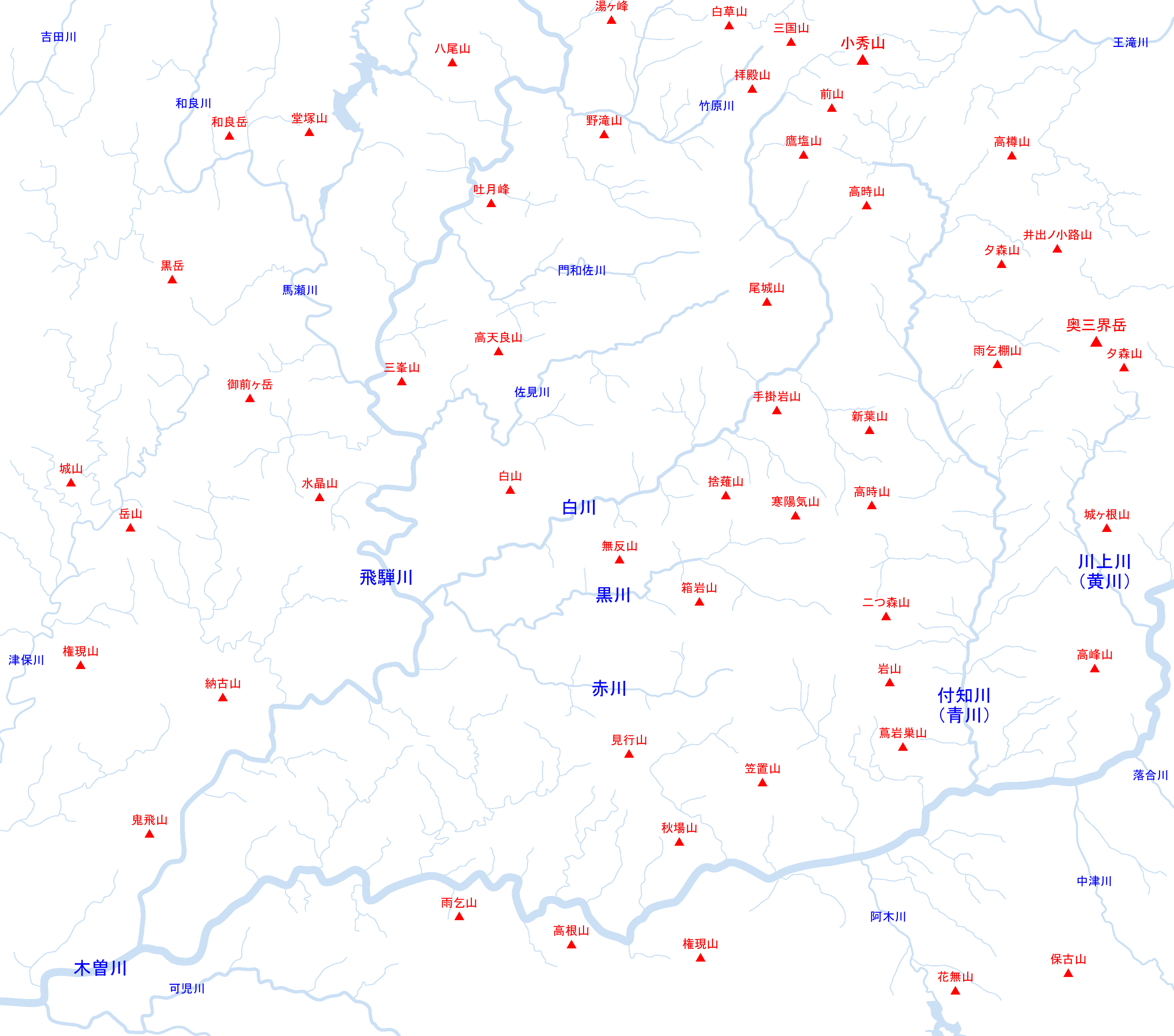
東濃五色川とその周辺の地理

- 河川:飛騨川、佐見川、白川、黒川、赤川

### 地名
- 赤河
- 和泉
- 河東
- 上佐見
- 河岐
- 切井
- 黒川
- 坂ノ東
- 下佐見
- 白山
- 中川
- 広野
- 三川
- 水戸野

### 気候
| 黒川（1998年 - 2020年）の気候      | 黒川（1998年 - 2020年）の気候 | 黒川（1998年 - 2020年）の気候 | 黒川（1998年 - 2020年）の気候 | 黒川（1998年 - 2020年）の気候 | 黒川（1998年 - 2020年）の気候 | 黒川（1998年 - 2020年）の気候 | 黒川（1998年 - 2020年）の気候 | 黒川（1998年 - 2020年）の気候 | 黒川（1998年 - 2020年）の気候 | 黒川（1998年 - 2020年）の気候 | 黒川（1998年 - 2020年）の気候 | 黒川（1998年 - 2020年）の気候 | 黒川（1998年 - 2020年）の気候 |
| 月                                 | 1月                           | 2月                           | 3月                           | 4月                           | 5月                           | 6月                           | 7月                           | 8月                           | 9月                           | 10月                          | 11月                          | 12月                          | 年                            |
| ---------------------------------- | ----------------------------- | ----------------------------- | ----------------------------- | ----------------------------- | ----------------------------- | ----------------------------- | ----------------------------- | ----------------------------- | ----------------------------- | ----------------------------- | ----------------------------- | ----------------------------- | ----------------------------- |
| 最高気温記録 °C （°F）             | 14.2 (57.6)                   | 18.8 (65.8)                   | 22.7 (72.9)                   | 27.9 (82.2)                   | 31.4 (88.5)                   | 34.9 (94.8)                   | 37.2 (99)                     | 37.4 (99.3)                   | 35.3 (95.5)                   | 29.8 (85.6)                   | 23.4 (74.1)                   | 19.7 (67.5)                   | 37.4 (99.3)                   |
| 平均最高気温 °C （°F）             | 5.4 (41.7)                    | 7.0 (44.6)                    | 11.3 (52.3)                   | 17.0 (62.6)                   | 22.3 (72.1)                   | 25.1 (77.2)                   | 28.5 (83.3)                   | 30.2 (86.4)                   | 26.2 (79.2)                   | 20.4 (68.7)                   | 14.3 (57.7)                   | 7.9 (46.2)                    | 17.9 (64.2)                   |
| 日平均気温 °C （°F）               | 0.0 (32)                      | 1.0 (33.8)                    | 4.6 (40.3)                    | 10.1 (50.2)                   | 15.5 (59.9)                   | 19.4 (66.9)                   | 23.2 (73.8)                   | 24.1 (75.4)                   | 20.5 (68.9)                   | 14.3 (57.7)                   | 7.9 (46.2)                    | 2.4 (36.3)                    | 11.9 (53.4)                   |
| 平均最低気温 °C （°F）             | −4.4 (24.1)                   | −3.9 (25)                     | −1.1 (30)                     | 3.8 (38.8)                    | 9.4 (48.9)                    | 14.8 (58.6)                   | 19.4 (66.9)                   | 20.1 (68.2)                   | 16.4 (61.5)                   | 9.7 (49.5)                    | 3.0 (37.4)                    | −1.9 (28.6)                   | 7.1 (44.8)                    |
| 最低気温記録 °C （°F）             | −12.8 (9)                     | −12.3 (9.9)                   | −10.2 (13.6)                  | −5.3 (22.5)                   | −0.8 (30.6)                   | 5.9 (42.6)                    | 13.7 (56.7)                   | 11.5 (52.7)                   | 6.2 (43.2)                    | −0.5 (31.1)                   | −4.1 (24.6)                   | −10.6 (12.9)                  | −12.8 (9)                     |
| 降水量 mm （inch）                 | 76.2 (3)                      | 103.0 (4.055)                 | 173.5 (6.831)                 | 180.2 (7.094)                 | 187.4 (7.378)                 | 244.2 (9.614)                 | 332.8 (13.102)                | 232.1 (9.138)                 | 256.4 (10.094)                | 196.3 (7.728)                 | 107.0 (4.213)                 | 85.7 (3.374)                  | 2,176 (85.669)                |
| 平均降水日数 （≥1.0 mm）           | 10.0                          | 9.1                           | 11.3                          | 11.3                          | 11.5                          | 14.0                          | 16.0                          | 13.1                          | 11.9                          | 10.9                          | 8.7                           | 10.3                          | 138.1                         |
| 平均月間日照時間                   | 162.0                         | 169.5                         | 195.3                         | 202.3                         | 222.3                         | 163.3                         | 167.0                         | 199.1                         | 162.4                         | 172.6                         | 163.5                         | 145.5                         | 2,124.6                       |
| 出典1：Japan Meteorological Agency |                               |                               |                               |                               |                               |                               |                               |                               |                               |                               |                               |                               |                               |
| 出典2：気象庁                      |                               |                               |                               |                               |                               |                               |                               |                               |                               |                               |                               |                               |                               |

## 歴史
- 平安時代は、大部分が蘇原荘に属した。
- 時期は不明であるが、蘇原荘は恵那郡の苗木遠山氏の領地となる。
- 1570～1572年（元亀年間）苗木城では領主が遠山友勝・遠山友忠と一年の内に相次いで代わったため人心が乱れて一揆が勃発し、白川村の安江三内、赤河村の纐纈次左衛門らが反乱をおこしたが厳しく鎮圧された。
- 江戸時代は、苗木藩領
- 1870年（明治）3年　9月27日、苗木藩庁は、廃仏毀釈により、領内の寺院を廃寺とし、その寺僧たちに還俗を申し付け、黒川村の正法寺、赤河村の昌寿寺、犬地村の積善寺、切井村の龍気寺が廃寺となった。
- 1889年（明治22年）7月1日 - 町村制の施行により加茂郡西白川村、蘇原村、黒川村、佐見村、武儀郡坂ノ東村が成立する。
- 1953年（昭和28年）4月1日 - 西白川村が単独で町制を施行し白川町となる。
- 1954年（昭和29年）4月1日 - 白川町が坂ノ東村を合併する。
- 1956年（昭和31年）9月30日 - 白川町が黒川村、佐見村、蘇原村を合併し、新たに白川町が発足する。

### 変遷表
| 明治元年          | 明治4年                 | 明治7年 3月- 8月         | 明治8年 1月- 5月           | 明治12年 3月18日 郡区町村 編制法施行 | 明治22年 7月1日 町村制施行 | 昭和28年 4月1日                         | 昭和29年 4月1日 | 昭和30年 4月1日                                     | 昭和31年 9月30日 | 平成16年 3月1日               | 現在          |
| ----------------- | ----------------------- | ------------------------ | -------------------------- | ------------------------------------ | -------------------------- | --------------------------------------- | --------------- | --------------------------------------------------- | ---------------- | ----------------------------- | ------------- |
| 加茂郡 田島村     | 加茂郡 田島村           | 加茂郡 田島村            | 明治8年1月 加茂郡 白山村   | 加茂郡 白山村                        | 加茂郡 西白川村            | 昭和28年 4月1日 町制 改称 加茂郡 白川町 | 加茂郡 白川町   | 昭和30年 4月1日 旧・田島村域を 益田郡 金山町 に編入 | 益田郡 金山町    | 平成16年 3月1日 下呂市 の一部 | 下呂市        |
| 加茂郡 油井村     | 加茂郡 油井村           | 加茂郡 油井村            | 明治8年1月 加茂郡 白山村   | 加茂郡 白山村                        | 加茂郡 西白川村            | 昭和28年 4月1日 町制 改称 加茂郡 白川町 | 加茂郡 白川町   | 加茂郡 白川町                                       | 加茂郡 白川町    | 加茂郡 白川町                 | 加茂郡 白川町 |
| 加茂郡 宇津尾村   | 加茂郡 宇津尾村         | 加茂郡 宇津尾村          | 明治8年1月 加茂郡 白山村   | 加茂郡 白山村                        | 加茂郡 西白川村            | 昭和28年 4月1日 町制 改称 加茂郡 白川町 | 加茂郡 白川町   | 加茂郡 白川町                                       | 加茂郡 白川町    | 加茂郡 白川町                 | 加茂郡 白川町 |
| 加茂郡 水戸野村   | 加茂郡 水戸野村         | 加茂郡 水戸野村          | 加茂郡 水戸野村            | 加茂郡 水戸野村                      | 加茂郡 西白川村            | 昭和28年 4月1日 町制 改称 加茂郡 白川町 | 加茂郡 白川町   | 加茂郡 白川町                                       | 加茂郡 白川町    | 加茂郡 白川町                 | 加茂郡 白川町 |
| 加茂郡 田代山寺村 | 加茂郡 田代山寺村       | 明治7年3月 加茂郡 和泉村 | 加茂郡 和泉村              | 加茂郡 和泉村                        | 加茂郡 西白川村            | 昭和28年 4月1日 町制 改称 加茂郡 白川町 | 加茂郡 白川町   | 加茂郡 白川町                                       | 加茂郡 白川町    | 加茂郡 白川町                 | 加茂郡 白川町 |
| 加茂郡 和泉村     | 加茂郡 和泉村           | 明治7年3月 加茂郡 和泉村 | 加茂郡 和泉村              | 加茂郡 和泉村                        | 加茂郡 西白川村            | 昭和28年 4月1日 町制 改称 加茂郡 白川町 | 加茂郡 白川町   | 加茂郡 白川町                                       | 加茂郡 白川町    | 加茂郡 白川町                 | 加茂郡 白川町 |
| 加茂郡 広野村     | 加茂郡 広野村           | 明治7年3月 加茂郡 広野村 | 加茂郡 広野村              | 加茂郡 広野村                        | 加茂郡 西白川村            | 昭和28年 4月1日 町制 改称 加茂郡 白川町 | 加茂郡 白川町   | 加茂郡 白川町                                       | 加茂郡 白川町    | 加茂郡 白川町                 | 加茂郡 白川町 |
| 加茂郡 若松村     | 加茂郡 若松村           | 明治7年3月 加茂郡 広野村 | 加茂郡 広野村              | 加茂郡 広野村                        | 加茂郡 西白川村            | 昭和28年 4月1日 町制 改称 加茂郡 白川町 | 加茂郡 白川町   | 加茂郡 白川町                                       | 加茂郡 白川町    | 加茂郡 白川町                 | 加茂郡 白川町 |
| 加茂郡 葛牧村     | 加茂郡 葛牧村           | 加茂郡 葛牧村            | 明治8年1月 加茂郡 河東村   | 加茂郡 河東村                        | 加茂郡 西白川村            | 昭和28年 4月1日 町制 改称 加茂郡 白川町 | 加茂郡 白川町   | 加茂郡 白川町                                       | 加茂郡 白川町    | 加茂郡 白川町                 | 加茂郡 白川町 |
| 加茂郡 野原村     | 加茂郡 野原村           | 加茂郡 野原村            | 明治8年1月 加茂郡 河東村   | 加茂郡 河東村                        | 加茂郡 西白川村            | 昭和28年 4月1日 町制 改称 加茂郡 白川町 | 加茂郡 白川町   | 加茂郡 白川町                                       | 加茂郡 白川町    | 加茂郡 白川町                 | 加茂郡 白川町 |
| 加茂郡 小原村     | 加茂郡 小原村           | 加茂郡 小原村            | 明治8年1月 加茂郡 河岐村   | 加茂郡 河岐村                        | 加茂郡 西白川村            | 昭和28年 4月1日 町制 改称 加茂郡 白川町 | 加茂郡 白川町   | 加茂郡 白川町                                       | 加茂郡 白川町    | 加茂郡 白川町                 | 加茂郡 白川町 |
| 加茂郡 名倉村     | 加茂郡 名倉村           | 加茂郡 名倉村            | 明治8年1月 加茂郡 河岐村   | 加茂郡 河岐村                        | 加茂郡 西白川村            | 昭和28年 4月1日 町制 改称 加茂郡 白川町 | 加茂郡 白川町   | 加茂郡 白川町                                       | 加茂郡 白川町    | 加茂郡 白川町                 | 加茂郡 白川町 |
| 加茂郡 中屋村     | 加茂郡 中屋村           | 明治7年8月 加茂郡 中川村 | 加茂郡 中川村              | 加茂郡 中川村                        | 加茂郡 西白川村            | 昭和28年 4月1日 町制 改称 加茂郡 白川町 | 加茂郡 白川町   | 加茂郡 白川町                                       | 加茂郡 白川町    | 加茂郡 白川町                 | 加茂郡 白川町 |
| 加茂郡 須崎村     | 加茂郡 須崎村           | 明治7年8月 加茂郡 中川村 | 加茂郡 中川村              | 加茂郡 中川村                        | 加茂郡 西白川村            | 昭和28年 4月1日 町制 改称 加茂郡 白川町 | 加茂郡 白川町   | 加茂郡 白川町                                       | 加茂郡 白川町    | 加茂郡 白川町                 | 加茂郡 白川町 |
| 武儀郡 広島村     | 明治4年 武儀郡 坂ノ東村 | 武儀郡 坂ノ東村          | 武儀郡 坂ノ東村            | 武儀郡 坂ノ東村                      | 武儀郡 坂ノ東村            | 武儀郡 坂ノ東村                         | 加茂郡 白川町   | 加茂郡 白川町                                       | 加茂郡 白川町    | 加茂郡 白川町                 | 加茂郡 白川町 |
| 武儀郡 相模村     | 明治4年 武儀郡 坂ノ東村 | 武儀郡 坂ノ東村          | 武儀郡 坂ノ東村            | 武儀郡 坂ノ東村                      | 武儀郡 坂ノ東村            | 武儀郡 坂ノ東村                         | 加茂郡 白川町   | 加茂郡 白川町                                       | 加茂郡 白川町    | 加茂郡 白川町                 | 加茂郡 白川町 |
| 武儀郡 大利村     | 明治4年 武儀郡 坂ノ東村 | 武儀郡 坂ノ東村          | 武儀郡 坂ノ東村            | 武儀郡 坂ノ東村                      | 武儀郡 坂ノ東村            | 武儀郡 坂ノ東村                         | 加茂郡 白川町   | 加茂郡 白川町                                       | 加茂郡 白川町    | 加茂郡 白川町                 | 加茂郡 白川町 |
| 武儀郡 小川村     | 明治4年 武儀郡 坂ノ東村 | 武儀郡 坂ノ東村          | 武儀郡 坂ノ東村            | 武儀郡 坂ノ東村                      | 武儀郡 坂ノ東村            | 武儀郡 坂ノ東村                         | 加茂郡 白川町   | 加茂郡 白川町                                       | 加茂郡 白川町    | 加茂郡 白川町                 | 加茂郡 白川町 |
| 武儀郡 新津村     | 明治4年 武儀郡 坂ノ東村 | 武儀郡 坂ノ東村          | 武儀郡 坂ノ東村            | 武儀郡 坂ノ東村                      | 武儀郡 坂ノ東村            | 武儀郡 坂ノ東村                         | 加茂郡 白川町   | 加茂郡 白川町                                       | 加茂郡 白川町    | 加茂郡 白川町                 | 加茂郡 白川町 |
| 武儀郡 村君村     | 明治4年 武儀郡 坂ノ東村 | 武儀郡 坂ノ東村          | 武儀郡 坂ノ東村            | 武儀郡 坂ノ東村                      | 武儀郡 坂ノ東村            | 武儀郡 坂ノ東村                         | 加茂郡 白川町   | 加茂郡 白川町                                       | 加茂郡 白川町    | 加茂郡 白川町                 | 加茂郡 白川町 |
| 加茂郡 有本村     | 加茂郡 有本村           | 加茂郡 有本村            | 明治8年1月 加茂郡 上佐見村 | 加茂郡 上佐見村                      | 加茂郡 佐見村              | 加茂郡 佐見村                           | 加茂郡 佐見村   | 加茂郡 佐見村                                       | 加茂郡 白川町    | 加茂郡 白川町                 | 加茂郡 白川町 |
| 加茂郡 吉田村     | 加茂郡 吉田村           | 加茂郡 吉田村            | 明治8年1月 加茂郡 上佐見村 | 加茂郡 上佐見村                      | 加茂郡 佐見村              | 加茂郡 佐見村                           | 加茂郡 佐見村   | 加茂郡 佐見村                                       | 加茂郡 白川町    | 加茂郡 白川町                 | 加茂郡 白川町 |
| 加茂郡 寺前村     | 加茂郡 寺前村           | 加茂郡 寺前村            | 明治8年1月 加茂郡 上佐見村 | 加茂郡 上佐見村                      | 加茂郡 佐見村              | 加茂郡 佐見村                           | 加茂郡 佐見村   | 加茂郡 佐見村                                       | 加茂郡 白川町    | 加茂郡 白川町                 | 加茂郡 白川町 |
| 加茂郡 大野村     | 加茂郡 大野村           | 加茂郡 大野村            | 明治8年1月 加茂郡 上佐見村 | 加茂郡 上佐見村                      | 加茂郡 佐見村              | 加茂郡 佐見村                           | 加茂郡 佐見村   | 加茂郡 佐見村                                       | 加茂郡 白川町    | 加茂郡 白川町                 | 加茂郡 白川町 |
| 加茂郡 小野村     | 加茂郡 小野村           | 加茂郡 小野村            | 明治8年1月 加茂郡 上佐見村 | 加茂郡 上佐見村                      | 加茂郡 佐見村              | 加茂郡 佐見村                           | 加茂郡 佐見村   | 加茂郡 佐見村                                       | 加茂郡 白川町    | 加茂郡 白川町                 | 加茂郡 白川町 |
| 加茂郡 徳田村     | 加茂郡 徳田村           | 加茂郡 徳田村            | 明治8年1月 加茂郡 下佐見村 | 加茂郡 下佐見村                      | 加茂郡 佐見村              | 加茂郡 佐見村                           | 加茂郡 佐見村   | 加茂郡 佐見村                                       | 加茂郡 白川町    | 加茂郡 白川町                 | 加茂郡 白川町 |
| 加茂郡 成山村     | 加茂郡 成山村           | 加茂郡 成山村            | 明治8年1月 加茂郡 下佐見村 | 加茂郡 下佐見村                      | 加茂郡 佐見村              | 加茂郡 佐見村                           | 加茂郡 佐見村   | 加茂郡 佐見村                                       | 加茂郡 白川町    | 加茂郡 白川町                 | 加茂郡 白川町 |
| 加茂郡 久田島村   | 加茂郡 久田島村         | 加茂郡 久田島村          | 明治8年1月 加茂郡 下佐見村 | 加茂郡 下佐見村                      | 加茂郡 佐見村              | 加茂郡 佐見村                           | 加茂郡 佐見村   | 加茂郡 佐見村                                       | 加茂郡 白川町    | 加茂郡 白川町                 | 加茂郡 白川町 |
| 加茂郡 室原村     | 加茂郡 室原村           | 加茂郡 室原村            | 明治8年1月 加茂郡 下佐見村 | 加茂郡 下佐見村                      | 加茂郡 佐見村              | 加茂郡 佐見村                           | 加茂郡 佐見村   | 加茂郡 佐見村                                       | 加茂郡 白川町    | 加茂郡 白川町                 | 加茂郡 白川町 |
| 加茂郡 黒川村     | 加茂郡 黒川村           | 加茂郡 黒川村            | 加茂郡 黒川村              | 加茂郡 黒川村                        | 加茂郡 黒川村              | 加茂郡 黒川村                           | 加茂郡 黒川村   | 加茂郡 黒川村                                       | 加茂郡 白川町    | 加茂郡 白川町                 | 加茂郡 白川町 |
| 加茂郡 赤河村     | 加茂郡 赤河村           | 加茂郡 赤河村            | 加茂郡 赤河村              | 加茂郡 赤河村                        | 加茂郡 赤河村              | 加茂郡 蘇原村                           | 加茂郡 蘇原村   | 加茂郡 蘇原村                                       | 加茂郡 白川町    | 加茂郡 白川町                 | 加茂郡 白川町 |
| 加茂郡 切井村     | 加茂郡 切井村           | 加茂郡 切井村            | 加茂郡 切井村              | 加茂郡 切井村                        | 加茂郡 切井村              | 加茂郡 蘇原村                           | 加茂郡 蘇原村   | 加茂郡 蘇原村                                       | 加茂郡 白川町    | 加茂郡 白川町                 | 加茂郡 白川町 |
| 加茂郡 犬地村     | 加茂郡 犬地村           | 加茂郡 犬地村            | 明治8年5月 加茂郡 三川村   | 加茂郡 三川村                        | 加茂郡 三川村              | 加茂郡 蘇原村                           | 加茂郡 蘇原村   | 加茂郡 蘇原村                                       | 加茂郡 白川町    | 加茂郡 白川町                 | 加茂郡 白川町 |
| 加茂郡 上田村     | 加茂郡 上田村           | 加茂郡 上田村            | 明治8年5月 加茂郡 三川村   | 加茂郡 三川村                        | 加茂郡 三川村              | 加茂郡 蘇原村                           | 加茂郡 蘇原村   | 加茂郡 蘇原村                                       | 加茂郡 白川町    | 加茂郡 白川町                 | 加茂郡 白川町 |

## 人口
| |                                        |  |
| 白川町と全国の年齢別人口分布（2005年） | 白川町の年齢・男女別人口分布（2005年） |  |
| ■紫色 ― 白川町 ■緑色 ― 日本全国 | ■青色 ― 男性 ■赤色 ― 女性              |  |
| 白川町（に相当する地域）の人口の推移 \| 1970年（昭和45年） \| 14,059人 \| \| \| 1975年（昭和50年） \| 13,350人 \| \| \| 1980年（昭和55年） \| 12,922人 \| \| \| 1985年（昭和60年） \| 12,685人 \| \| \| 1990年（平成2年） \| 12,118人 \| \| \| 1995年（平成7年） \| 11,681人 \| \| \| 2000年（平成12年） \| 11,282人 \| \| \| 2005年（平成17年） \| 10,545人 \| \| \| 2010年（平成22年） \| 9,530人 \| \| \| 2015年（平成27年） \| 8,392人 \| \| \| 2020年（令和2年） \| 7,412人 \| \| |                                        |  |
| 総務省統計局 国勢調査より |                                        |  |
| 1970年（昭和45年） | 14,059人                               |  |
| 1975年（昭和50年） | 13,350人                               |  |
| 1980年（昭和55年） | 12,922人                               |  |
| 1985年（昭和60年） | 12,685人                               |  |
| 1990年（平成2年） | 12,118人                               |  |
| 1995年（平成7年） | 11,681人                               |  |
| 2000年（平成12年） | 11,282人                               |  |
| 2005年（平成17年） | 10,545人                               |  |
| 2010年（平成22年） | 9,530人                                |  |
| 2015年（平成27年） | 8,392人                                |  |
| 2020年（令和2年） | 7,412人                                |  |

## 行政

### 町長
- 佐伯正貴（2022年8月23日就任 1期目）

歴代町長
- 横家敏昭（2013年9月12日 - 2021年9月11日、2期）[2]
- 細江茂樹（2021年9月12日 - 2022年8月22日、1期）

### 議会
- 定数:9名
- 任期:2025年8月27日

### 姉妹都市・友好都市
- ピストイア（イタリア・トスカーナ州）[3][4]
  - 1994年（平成6年）10月30日姉妹都市締結

白川町に在住していたオルガン製作家の辻宏（1933年-2005年） がピストイアにある教会の、バロック時代のものという古いパイプオルガンを修復したのがきっかけで両者の間に友好関係が生まれた。現在でも青少年を相互に派遣する活動などが行われており、白川町がイタリア色をとり入れた街づくりをしたり、白川町とピストイア市が共催で白川・イタリアオルガン音楽アカデミーを開いたりするまでに至っている。
- 沖縄県宮古島市 [4]
  - 2004年姉妹都市締結
- 松原市（中華人民共和国吉林省）[4]

かつて黒川村から満州開拓団が渡ったことが縁。1981年（昭和56年）に第一次友好訪問団が派遣されて以降交流がある。

## 経済
2000年（平成12年）の国勢調査
- 第1次産業就業者数 542名
- 第2次産業就業者数 2,742名
- 第3次産業就業者数 2,124名

### 産業
基幹産業は林業および農業である。林業では東濃ひのきが、農業では白川茶が知られている。しかしながら近年は林業や農業からサービス業や生産業に転向する人も多く、特に専業農家の減少が顕著である。山間部にあり気候が冷涼であるため、夏秋トマトなどの生産も始まったが、前述のとおり専業農家は減りつつある。

## 教育
高等学校としては岐阜県立加茂高等学校白川校（前身は岐阜県立白川高等学校）があったが、2009年（平成21年）3月1日に閉校となった。

### 中学校
- 白川中学校（白川町河岐1830）
- 黒川中学校（白川町黒川2929）

### 小学校
- 白川小学校（白川町坂ノ東4310） - 2020年4月1日に（旧）白川小学校と白川北小学校が統合され、新たに（新）白川小学校が発足した。校舎は旧白川北小学校の校舎を使用している。
- 蘇原小学校（白川町赤河1079）
- 黒川小学校（白川町黒川2808）
- 佐見小学校（白川町上佐見1957）

## 交通
飛騨川の流れに沿って、国道41号や高山本線が走り、南西の美濃加茂市や北の下呂市、飛騨地方へと繋がる。町の北部には国道256号が走り、東に隣接する東白川村に接続する。また、町の中心部の白川に沿った岐阜県道62号下呂白川線も東白川村と直結している。

### 鉄道

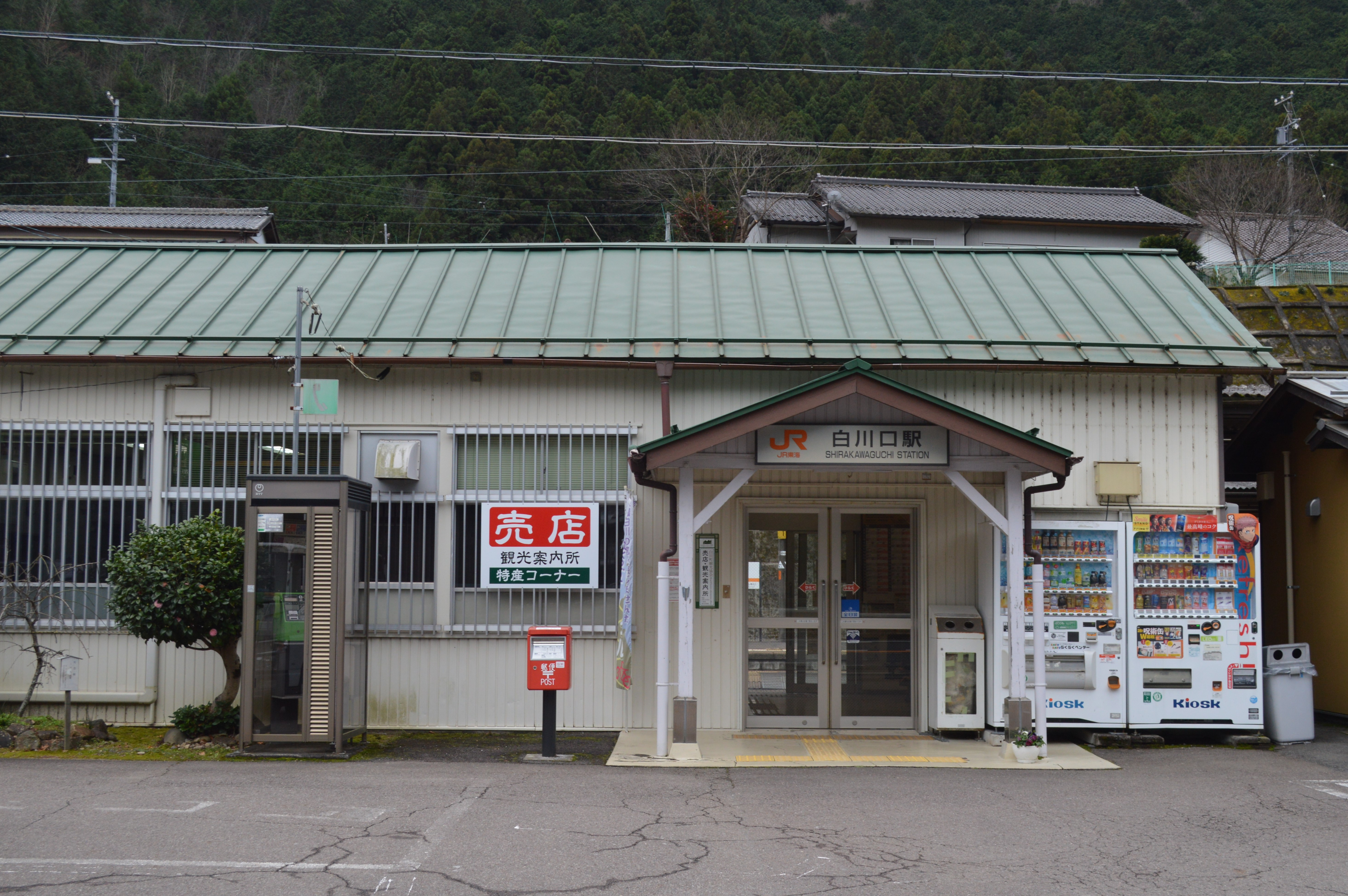
JR高山本線白川口駅

町内には東海旅客鉄道（JR東海）高山本線が走っている。代表駅は一部の特急が停車する白川口駅で、白川町市街地とは飛騨川を隔てた対岸にあるが、橋を渡れば町役場なども近い。町内には白川口駅のほかに下油井駅も存在する。
- 東海旅客鉄道
  - 高山本線
    - （七宗町） - 白川口駅 - 下油井駅 - （下呂市）

### 路線バス
- 濃飛バス

2016年3月まで町内には白川線、黒川線、蘇原線、佐見線の4路線があったが、必要なバスドライバーを確保できなくなったことから2016年4月に大幅に減便され、蘇原地区、佐見地区は高校生の通学ができなくなった。その後町の職員が通学する高校生の輸送、白川タクシーが高齢者の輸送を担うようになった。その後2018年より濃飛バスは白川東白川線、白川中央線の2路線に集約され、空白となる地域には黒川ハッピー号、佐見いこカー(以上自家用有償運送)、そはら号(白川タクシーに委託)が運行されるようになった。しかしタクシー会社は2020年4月をもって休業となり、こちらも自治体による自家用有償運送となった。2021年10月より病院送迎バスが町営バス・濃飛バスの路線に統合された。

### 予約制バス
- おでかけしらかわ・ひがししらかわ

### 道路
- 一般国道
  - 国道41号
  - 国道256号
- 主要地方道
  - 岐阜県道62号下呂白川線
  - 岐阜県道68号恵那白川線
  - 岐阜県道70号白川福岡線
  - 岐阜県道72号恵那蛭川東白川線
  - 岐阜県道83号多治見白川線
- 農道
  - 美濃東部広域農道

## 施設
- 白川病院
- 岐阜県警察加茂警察署
  - 白川駐在所
  - 黒川駐在所
  - 蘇原駐在所
  - 下油井駐在所
- 可茂消防事務組合東消防署
- 白川町役場
  - 白川北出張所
  - 蘇原出張所
  - 黒川出張所
  - 佐見出張所
- 白川町町民会館
- 清流国体記念運動公園
- 美濃白川楽集館 - 図書館と資料館を兼ねる施設。
- 美濃白川生活文化資料館

## 名所・旧跡・観光スポット・祭事・催事

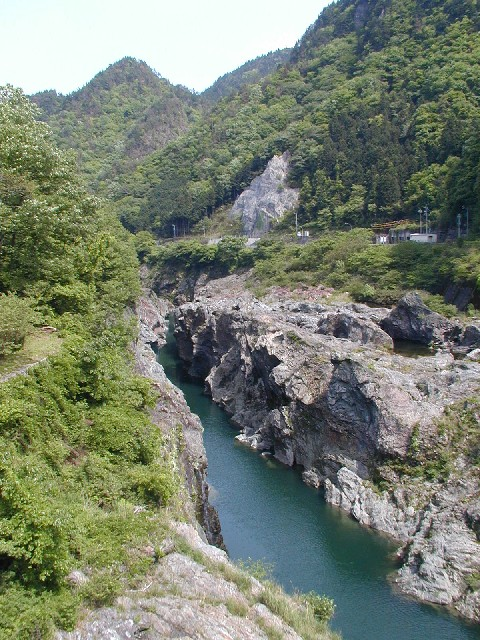
飛水峡

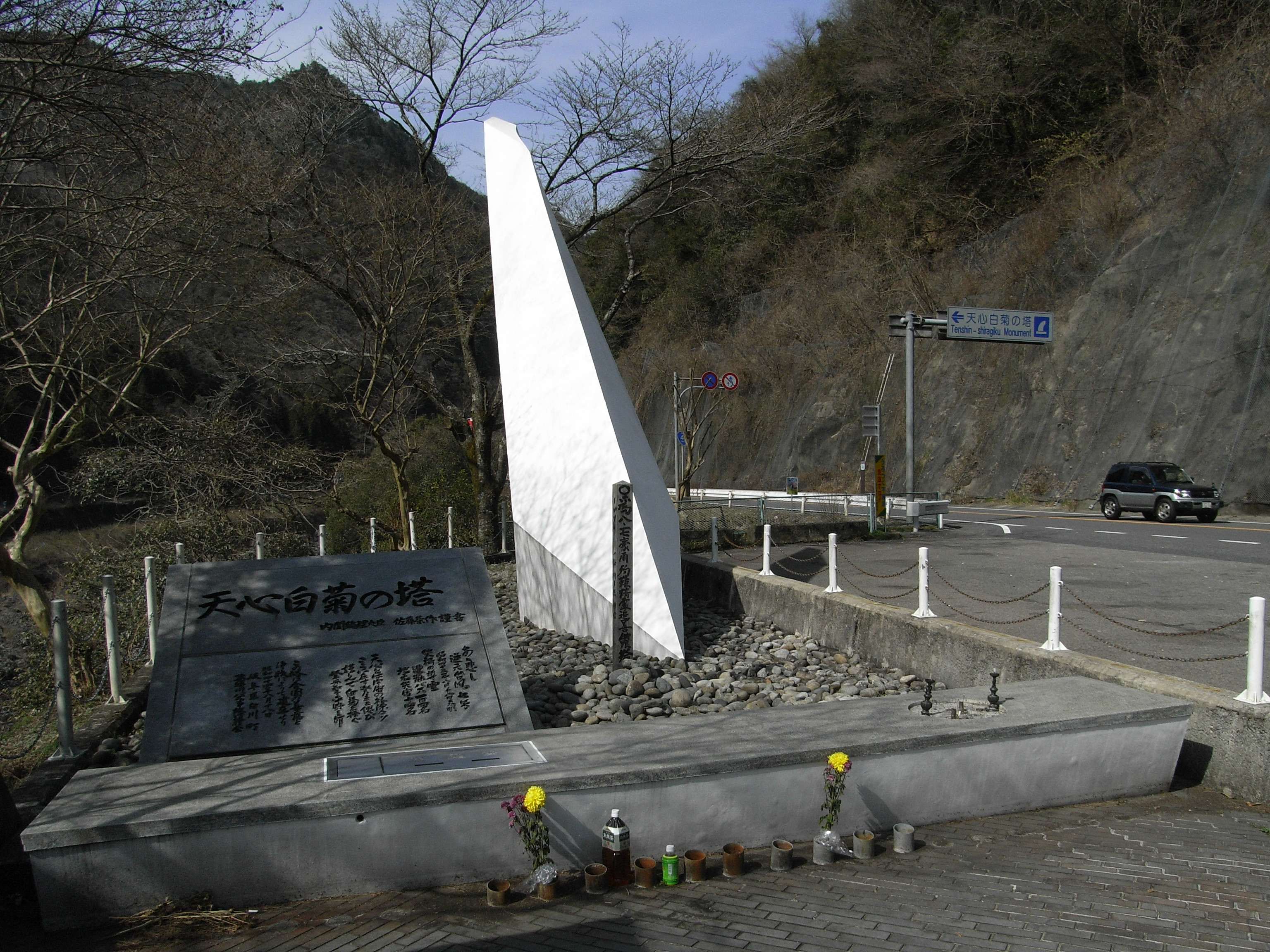
天心白菊の塔

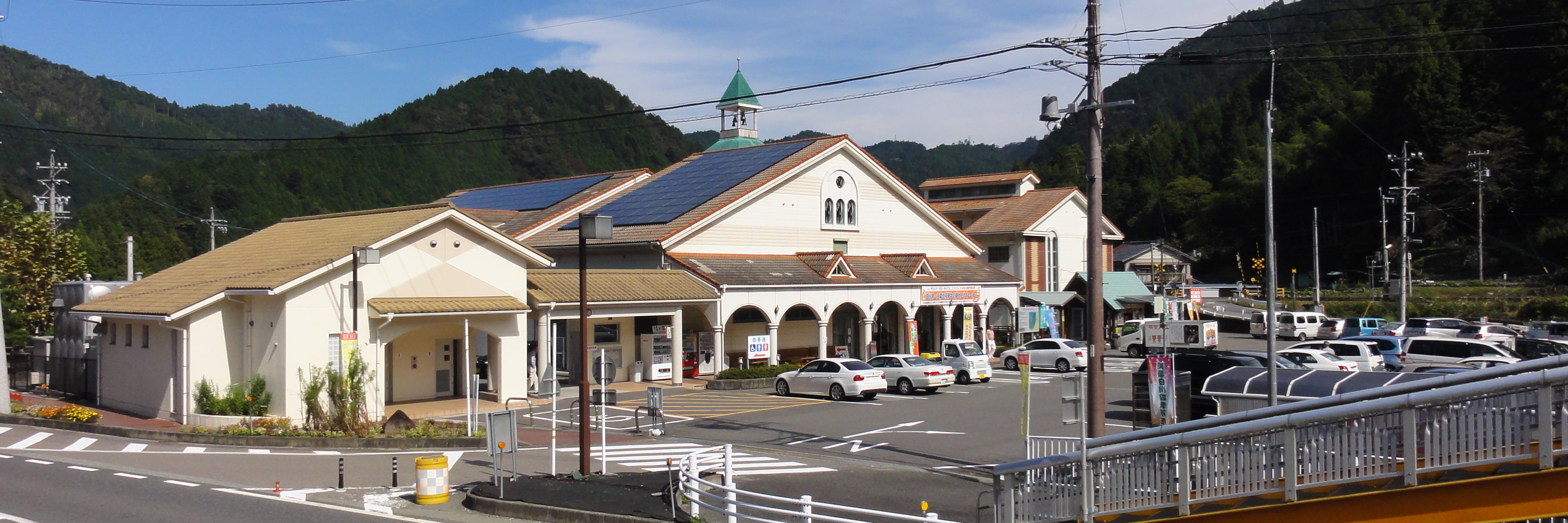
道の駅美濃白川

### 名所・旧跡
- 金懸城
- 野原城

### 寺院
- 龍気寺
- 洞雲寺
- 豊川寺
- 臨川寺
- 白川寺
- 廣通寺

### 神社
- 大山白山神社
- 佐久良太神社
- 赤河神社
- 津島神社
- 八剱神社

### 観光スポット
- 飛水峡
- 道の駅美濃白川「ピアチェーレ」（国道41号線）
- 美濃白川ふるさと体験村
- 水戸野のしだれ桜
- 中部北陸自然歩道
- 道の駅清流白川クオーレの里/クオーレふれあいの里/大正川原キャンプ場
- 東座
- 上麻生ダム
- 佐見川峡
- 白川橋
- 白川温泉

### 祭事・催事
- ラム肉祭り

### その他
- 乙女の碑（旧黒川村などから吉林省陶頼昭に入植した黒川開拓団で1945年9～11月に起きた事案「性接待」にまつわる慰霊碑。1982年に建立され、2018年に当時の経緯を説明する碑文が加えられた）
- 天心白菊の塔（飛騨川バス転落事故慰霊碑）

## 出身者・著名人等

### 出身者
- 金石昭人 - プロ野球選手。
- 藤井丙午 - 新日本製鉄副社長、参議院議員。
- 藤井孝男 - 運輸大臣、衆議院議員。
- 佐伯正貴 - 政治家、岐阜県白川町長。
- 日比野玲 - 歌手、アーティスト、俳優。
- 中山七里 - 小説家。
- 野尻哲史 - エコノミスト。
- 田口俊平 - 幕末期の砲術・測量術の技術者。
- 新田猫子 - プロレスラー。
- 山田光一 - 俳優。

### ゆかりのある人物
- 白川英樹 - 祖父が白川町出身。
- 岡本一平 - 太平洋戦争中に疎開。白川町で漫俳を提唱した。
- 尾崎秀実 - 父が白川町出身。

### 名誉町民
- 藤井丙午

## 白川町を舞台にした作品
- 岐阜にイジュー! - メ〜テレ開局55周年記念ドラマ。 2017年4月25日から6月27日まで30分枠で放送された[10]。
- his - 2020年公開の日本映画[11]。